# Telemachus (Märtyrer)

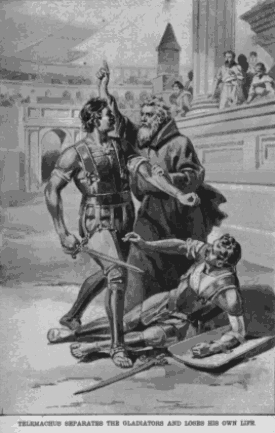
Telemachus im Stadion (Foxe’s Book of Martyrs, 1563)

Der heilige Telemachus (auch Almachus oder Almachius) war ein Mönch, der nach einem Bericht des Kirchenhistorikers Theodoret einen Gladiatorenkampf in einem Amphitheater unterbrach und daraufhin von der Menge gesteinigt wurde. Der christliche Kaiser Flavius Honorius sei vom Martyrium des Mönchs so beeindruckt gewesen, dass er ein Verbot von Gladiatorenkämpfen aussprach.
Frederick George Holweck (1865–1927) gibt das Jahr seines Todes wohl falsch mit 391 an – zu dieser Zeit war Honorius erst 7 Jahre alt. Der letzte bekannte Gladiatorenkampf in Rom fand am 1. Januar 404 statt.

## Hintergrund
Theodoret beschreibt Telemachus als einen Mönch, der aus dem Osten (des Römischen Reichs) nach Rom gekommen war. Nachdem er den Gladiatorenkampf im Amphitheater verfolgt hatte, sei er in die Arena hinuntergestiegen, wo er versuchte, die Gladiatoren zu trennen. Das blutrünstige Publikum sei durch die Unterbrechung irritiert gewesen und habe ihn gesteinigt. Daraufhin habe Honorius die Gladiatorenkämpfe verboten.
Spätere Nacherzählungen der Geschichte unterscheiden sich von Theodoret in einer Reihe von Punkten. Als Ort des Geschehens wird oft das Kolosseum in Rom genannt, Theodoret gibt jedoch nicht an, wo es passierte, spricht lediglich von einem „Amphitheater“. In Foxe’s Book of Martyrs wird berichtet, dass Telemachus zuerst von einem Gladiator erstochen wurde, aber dass der Anblick seines Todes „die Herzen der Menschen verwandelte“. In einer weiteren Form der Geschichte erhebt sich Telemachus im Amphitheater und ruft, das Publikum solle aufhören, Götzen zu verehren und den Göttern Opfer darzubringen. Als der Präfekt der Stadt dies hörte, habe er den Gladiatoren befohlen, Telemachus zu töten.

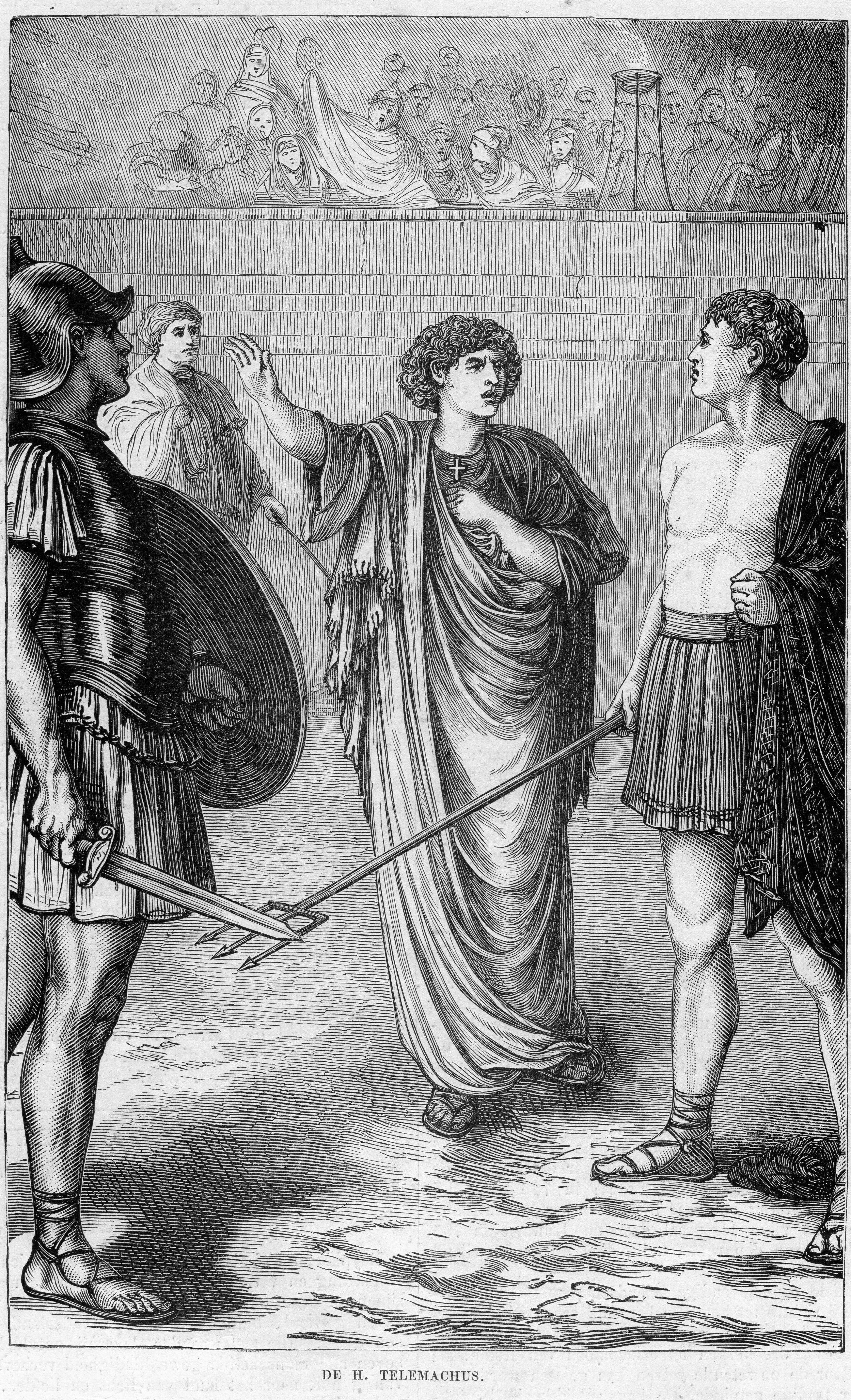
Telemachus im Stadion (anonym, Niederlande 1869)

Im aktuellen römischen Martyrologium kommt sein Name vor. Telemachus wird in der römisch-katholischen und in der orthodoxen Kirche als Heiliger verehrt. Sein Festtag ist der 1. Januar.